# Luitfried Salvini-Plawen
Luitfried Salvini-Plawen (Vienna, 1º giugno 1939 – Vienna, 22 ottobre 2014) è stato un naturalista austriaco, malacologo, zoologo, storico e docente di zoologia all'Università di Vienna.

| Salvini-Plawen è l'abbreviazione standard utilizzata per le specie animali descritte da Luitfried Salvini-Plawen. Categoria:Taxa classificati da Luitfried Salvini-Plawen |